# Kronheimer-Mrowka-Basisklasse
Die Kronheimer-Mrowka-Basisklassen sind in der Donaldson-Theorie spezielle Kohomologieklassen der zweiten Kohomologie einer einfach zusammenhängenden glatten 4-Mannigfaltigkeit, welche die Donaldson-Polynome festlegen. Eingeführt wurden diese von Peter Kronheimer und Tomasz Mrowka in zwei Papern aus den Jahren 1994 und 1995.